# Erioptera (Erioptera) bequaerti
Erioptera (Erioptera) bequaerti is een tweevleugelige uit de familie steltmuggen (Limoniidae). De soort komt voor in het Afrotropisch gebied.